# 西田凌佑
西田 凌佑（にしだ りょうすけ、1996年8月7日 - ）は、日本のプロボクサー。奈良県香芝市出身。六島ボクシングジム所属。元IBF世界バンタム級王者。　

## 来歴

### プロ入り前
王寺工業高校でボクシングを始めた。なお王寺工業高校時代、国体で優勝経験がある。
近畿大学でもボクシング部に所属。卒業後、大手パンメーカーに就職したが、ボクシングへの思いが断ちきれず、2019年に六島ボクシングジムに入門。

### スーパーバンタム級
2019年10月3日、バンコクにてスーパーバンタム級でのプロデビュー戦を1回TKO勝利。

### バンタム級
2020年12月19日、大阪府立体育会館第2競技場で元日本バンタム級王者大森将平と56キロ契約8回戦を行い、8回3-0(79-73、78-74×2)で判定勝ち
2021年4月24日、沖縄コンベンションセンターにて元WBC世界フライ級王者でWBOアジアパシフィックバンタム級王者比嘉大吾と対戦し、12回3-0（118-110、117-111×2）判定勝ちで王座獲得に成功。
2021年12月19日、住吉区民センターで大橋哲朗と対戦し、12回3-0（119-109、118-110、116-112）判定勝ち。
2022年10月9日、住吉区民センターでアルジュム・ペレシオと対戦し、10回3-0（100-90×3）判定勝ち。
2023年4月1日、エディオンアリーナ大阪第2競技場で行われた「3150FIGHT SURVIVAL vol.4」でペットソンセン・ロンリアングリーラ・コーラと対戦し、12回3-0（120-107×3）判定勝ち。
2023年8月11日、エディオンアリーナ大阪第1競技場で行われた「3150FIGHT vol.6」の中川麦茶vs亀田京之介の前座で、IBF世界バンタム級6位のクリスチャン・メディナとIBF世界バンタム級挑戦者決定戦を行い、12回3-0（116-112、117-111、118-110）判定勝ちを収め、エマヌエル・ロドリゲスへの挑戦権を獲得した。
2024年1月29日、IBF本部でZoomを通じて行われたエマヌエル・ロドリゲスと挑戦者の西田との間で入札が行われ、ロドリゲス擁するフレッシュ・プロダクションズ・ボクシングが25万ドル（約3800万円）を提示したのに対し、亀田興毅率いる3150FIGHTが30万10ドル（約4600万円）を提示し興行権を落札した。ファイトマネーは、王者のロドリゲスが落札額の65％にあたる19万5千6ドル（約3000万円）、挑戦者の西田が35％にあたる10万5千3ドル（約1600万円）を受け取ることになった。
2024年5月4日、エディオンアリーナ大阪第1競技場で行われた「LUSHBOMU vol.3 feat.3150FIGHT」で、IBF世界バンタム級王者のエマヌエル・ロドリゲスと対戦し、4回にロドリゲスからダウンを奪い、12回3-0（115-112×2、117-110）の判定勝ちを収め王座獲得に成功した。六島ジムの世界王者は名城信男に次いで2人目、大阪のジムからの男子世界王者は当時井岡ジム所属だった宮崎亮以来となった。
2024年5月5日、六島ジムで一夜明け会見を行い、六島ジムの枝川孝会長は西田が減量苦を理由に王座を返上した上でスーパーバンタム級へ転向する可能性を示唆した。しかし同年5月15日に自身のXで「もう少しバンタム級でやっていきます」としばらくはバンタム級を主戦場にすることを明言した。
2024年12月15日、住吉スポーツセンターでIBF世界バンタム級14位でIBFオーストラリアバンタム級王者のアヌチャイ・CPフレッシュマートと対戦し、7回1分37秒KO勝ちを収め初防衛に成功した。
2025年6月8日、有明コロシアムで行われたWBC・IBF世界バンタム級王座統一戦およびリングマガジン世界同級王座決定戦でWBC世界同級王者の中谷潤人と対戦し、7回開始前に西田が右肩脱臼により試合続行不可能になったため、6回終了TKO負けで王座陥落、2団体王座統一ならず。

## 人物・エピソード
- 2023年3月10日、大学の同級生で全日本女子選手権3連覇の元アマチュアボクサーである河野沙捺と入籍[19]。2024年3月27日、女児が誕生[20]。

## 戦績
- プロボクシング：11戦 10勝 (2KO) 1敗

| 戦           | 日付           | 勝敗 | 時間    | 内容    | 対戦相手                                   | 国籍         | 備考                                          |
| ------------ | -------------- | ---- | ------- | ------- | ------------------------------------------ | ------------ | --------------------------------------------- |
| 1            | 2019年10月3日  | ☆    | 1R 2:01 | TKO     | サコン・ケークン                           | タイ         | プロデビュー戦                                |
| 2            | 2019年12月22日 | ☆    | 6R      | 判定3-0 | パブリト・カナダ                           | フィリピン   |                                               |
| 3            | 2020年12月19日 | ☆    | 8R      | 判定3-0 | 大森将平（ウォズ）                         | 日本         |                                               |
| 4            | 2021年4月24日  | ☆    | 12R     | 判定3-0 | 比嘉大吾（Ambition）                       | 日本         | WBOアジアパシフィックバンタム級タイトルマッチ |
| 5            | 2021年12月19日 | ☆    | 12R     | 判定3-0 | 大橋哲朗（真正）                           | 日本         | WBOアジアパシフィック防衛1                    |
| 6            | 2022年10月9日  | ☆    | 10R     | 判定3-0 | アルジュム・ペレシオ                       | フィリピン   | WBOアジアパシフィック防衛2                    |
| 7            | 2023年4月1日   | ☆    | 12R     | 判定3-0 | ペットソンセン・ロンリアングリーラ・コーラ | タイ         | WBOアジアパシフィック防衛3                    |
| 8            | 2023年8月11日  | ☆    | 12R     | 判定3-0 | クリスチャン・メディナ                     | メキシコ     | IBF世界バンタム級挑戦者決定戦                 |
| 9            | 2024年5月4日   | ☆    | 12R     | 判定3-0 | エマヌエル・ロドリゲス                     | プエルトリコ | IBF世界バンタム級タイトルマッチ               |
| 10           | 2024年12月15日 | ☆    | 7R 1:37 | KO      | アヌチャイ・CPフレッシュマート             | タイ         | IBF防衛1                                      |
| 11           | 2025年6月8日   | ★    | 6R 終了 | TKO     | 中谷潤人（M.T）                            | 日本         | WBC・IBF世界バンタム級王座統一戦 IBF陥落      |
| テンプレート |                |      |         |         |                                            |              |                                               |

## 獲得タイトル
アマチュア
- 第69回国民体育大会少年の部フライ級 優勝

プロ
- WBOアジアパシフィックバンタム級王座（防衛3=返上）
- IBF世界バンタム級王座（防衛1）